# Macuilxochitzin
Macuilxochitzin (c. 1435 - ?) foi uma poetisa, filha de Tlacaelel,  conselheiro dos "reis" aztecas.

## Biografia
Existe pouca informação sobre a vida de Macuilxochitzin.
A poetisa nasceu em 1435, proveniente de uma tribo, provavelmente Chichimeca, destruída por incursões nómadas. Tlacaélel, que costumava servir como conselheiro dos tlatoanis, a adoptou, lhe deu nome e a levou a Tenochtitlan.
Tinha doze irmãos, a cada um engendrado por uma mãe diferente. Seu nome provavelmente significa «Senhora Cinco Flor», de acordo ao calendário azteca, por ter nascido um dia 5 Flor. No entanto, também alguns autores consideram que pôde provir do nome de uma deusa da arte, das canções e da dança, isto já sendo um poeta reconhecida.
De acordo a Miguel León Portilla, em seu livro Fifteen Poets of the Aztec World (Quinze poetas do Mundo Azteca), Macuilxochitzin habitou em México-Tenochtitlan no século XV, quando a civilização estava no seu máximo esplendor. A maioria das suas composições poéticas estavam focadas nas batalhas e confrontos que sustentou seu pai, em plena expansão dos aztecas em Mesoamérica. Desse legado, somente conserva-se um poema atribuído como de sua autoria, em onde relata «a actuação decisiva de um grupo de mulheres otomíes que com suas súplicas salvaram a vida de Tílatl, capitão otomí que tinha ferido a um soberano mexica», durante a conquista de Axayácatl, em 1476, dos povos indígenas matlatzincas e otomíes assentados no Vale de Toluca.